# راجكومار
راجكومار (بالكنادية: ರಾಜ್‍ಕುಮಾರ್)‏ (و. 1929 – 2006 م) هو مغني، وممثل أفلام من الهند، والراج البريطاني، ولد في مملكة ميسور، توفي في بنغالور، عن عمر يناهز 77 عاماً، بسبب نوبة قلبية.

## جوائز
حصل على جوائز منها:
- جائزة داداساهيب فالك (1995)
- بادما بوشان  [لغات أخرى]‏ (1983)
- جائزة فيلم فير جنوب
- Karnataka Ratna [الإنجليزية]‏.

## وصلات خارجية
- راجكومار على موقع IMDb (الإنجليزية)
- راجكومار على موقع ميوزك برينز (الإنجليزية)
- راجكومار على موقع أول موفي (الإنجليزية)
- راجكومار على موقع أول موفي (الإنجليزية)
- راجكومار على موقع إن إن دي بي (الإنجليزية)
- راجكومار على موقع قاعدة بيانات الفيلم (الإنجليزية)